# 1,1-Dichloro-1-fluoroéthane
Le 1,1-dichloro-1-fluoroéthane est un hydrocarbure halogéné de formule brute C2H3Cl2F. C'est l'un des trois isomères du dichlorofluoroéthane.

## Utilisation
Le 1,1-dichloro-1-fluoroéthane est principalement utilisé comme réfrigérant sous les noms de R-141b ou HCFC-141b.

## Propriétés physico-chimiques
- Difficilement inflammable
- Incolore
- Liquide dans les conditions atmosphériques
- Odeur : légèrement éthérée
- Très volatil
- Ce fluide appartient à la famille des hydrochlorofluorocarbures (HCFC)